# Sarandira
Sarandira é um distrito do município de Juiz de Fora, em Minas Gerais. Situado a sudeste da sede municipal, possui área de 103,8 km². Liga-se à sede municipal através de estradas vicinais não pavimentadas e da BR-267.
O distrito foi fundado com o nome de Sarandy, em 7 de janeiro de 1880, pela Lei Provincial n° 2627, passando a chamar-se Sarandira em 31 de dezembro de 1943 pelo decreto-lei estadual n° 1 058.